# Archéparchie de Chypre des Maronites
L’archéparchie de Chypre des Maronites (en latin : Archieparchia Cyprensis Maronitarum ; en grec moderne : Αρχιεπισκοπή Μαρωνιτών Κύπρου) est une archéparchie de l’Église maronite. Elle est directement sujette au Saint-Siège. Son archéparque actuel est Selim Jean Sfeir (de),.
Étant la principale structure catholique du pays, en l’absence de conférence épiscopale, l’archéparchie est représentée à la Commission des épiscopats de l’Union européenne (COMECE). Elle participe également au Conseil des conférences épiscopales d’Europe (CCEE), avec une petite quarantaine d’autres membres.

## Territoire
Son siège est à la cathédrale Notre-Dame-de-Grâce (en) de Nicosie.

## Histoire
Les Maronites sont présents à Chypre depuis le VIIIe siècle. Le siège de l’archidiocèse passe de Nicosie à Tála, puis à partir de 1674 il est déplacé au Liban, à Antélias. Le 11 juin 1988, l’archéparchie est séparée de celle d’Antélias.